# Parchtitz
Parchtitz – gmina w Niemczech w kraju związkowym Meklemburgia-Pomorze Przednie, w powiecie Vorpommern-Rügen, wchodząca w skład urzędu Bergen auf Rügen.

## Toponimia
Nazwa, pisana w najstarszych dokumentach w formie Parchutycz (1300), Parchutycze (1335), ma źródłosłów słowiański. Pochodzi od połabskiego imienia Parchot z patronimikiem -ici i oznacza dosłownie „lud Parchota”.